# Visoko pri Poljanah
Visoko pri Poljanah je naselje u slovenskoj Općini Škofji Loki. Visoko pri Poljanah se nalazi u pokrajini Gorenjskoj i statističkoj regiji Gorenjskoj. 

## Stanovništvo
Prema popisu stanovništva iz 2002. godine naselje je imalo 26 stanovnika.